# Eclipse lunar de 6 de agosto de 2009

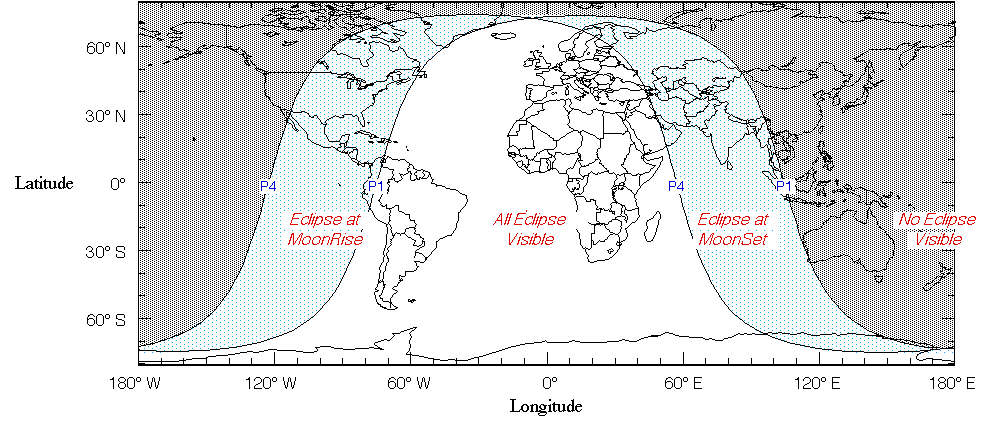
Lugares do globo onde foi possível ver o fenômeno

O eclipse lunar de 6 de agosto de 2009 foi o terceiro do ano, e do tipo penumbral .

## Cronologia
Tabela que mostra os principais momentos do fenômeno.
| Horário (UTC)  | Fase                    |
| -------------- | ----------------------- |
| Dia 05 23h 04m | A Lua entra na penumbra |
| Dia 06 00h 39m | Meio do eclipse         |
| Dia 06 02h 14m | A Lua sai na penumbra   |